# 中国驻纽埃大使列表
本列表为中華人民共和國驻纽埃历任大使名录。中华人民共和国驻纽埃大使均由驻新西兰兼驻库克群岛大使兼任。

## 历任中国驻纽埃大使

### 中华人民共和国驻纽埃大使（2008年至今）
2007年12月12日，纽埃与中华人民共和国建交。2008年，中华人民共和国派出首任驻纽埃大使。
| 姓名   | 任命           | 任命           | 到任           | 递交国书       | 免职           | 免职           | 离任           | 外交衔级 | 外交职务     | 备注       |
| 姓名   | 全国人大常委会 | 主席           | 到任           | 递交国书       | 全国人大常委会 | 主席           | 离任           | 外交衔级 | 外交职务     | 备注       |
| ------ | -------------- | -------------- | -------------- | -------------- | -------------- | -------------- | -------------- | -------- | ------------ | ---------- |
| 张利民 | 2008年4月24日  | 2008年8月19日  | 2008年8月22日  | 2008年10月17日 | 2010年4月29日  | 2010年9月19日  | 2010年8月      | 大使     | 特命全权大使 | 驻新西兰兼 |
| 徐建国 | 2010年4月29日  | 2010年9月19日  | 2010年9月1日   | 2011年2月7日   | 2013年6月29日  | 2013年11月25日 | 2013年10月13日 | 大使     | 特命全权大使 | 驻新西兰兼 |
| 王鲁彤 | 2013年6月29日  | 2013年11月25日 | 2013年10月20日 | 2013年12月13日 | 2017年9月1日   | 2018年4月2日   | 2017年11月     | 大使     | 特命全权大使 | 驻新西兰兼 |
| 吴玺   | 2017年12月27日 | 2018年4月2日   | 2018年3月25日  | 2018年7月23日  | 2021年8月20日  | 2022年1月8日   | 2021年11月     | 大使     | 特命全权大使 | 驻新西兰兼 |
| 王小龙 | 2021年8月20日  | 2022年1月8日   | 2022年1月10日  | 2022年8月23日  | 现任           |                |                | 大使     | 特命全权大使 | 驻新西兰兼 |